# Bingelrade
Bingelrade (Limburgs: Bèngelder) is een dorp dat deel uitmaakt van de gemeente Beekdaelen en ligt in het zuiden van Nederlands-Limburg. De plaats ligt ten noorden van Brunssum en bestaat voornamelijk uit lintbebouwing langs een aantal wegen. 
Het dorp omvat vier oorspronkelijk afzonderlijke kernen Bingelrade, Quabeek, Raath en Viel. Quabeek en Raath zijn inmiddels volledig met Bingelrade vergroeid en niet meer als afzonderlijke kernen herkenbaar.

## Geschiedenis
Bingelrade werd voor het eerst schriftelijk vermeld in 1263. Het dorp begon als ontginningsnederzetting die zich geleidelijk langs de weg uitbreidde. 
Vanaf 1557 werd de heerlijkheid Oirsbeek, met de schepenbank die Oirsbeek, Amstenrade, Bingelrade en Merkelbeek omvatte, door de Spaanse regering verpand aan Werner Huyn van Amstenrade. In 1609 werd de heerlijkheid in eigendom overgedragen aan Arnold III Huyn van Geleen. In 1664 ging deze heerlijkheid op in het graafschap Geleen en Amstenrade.
Per 1796, aan het einde van het ancien régime, werd Bingelrade een zelfstandige gemeente, die bij de gemeentelijke herindeling per 1 januari 1982 opging in de gemeente Onderbanken. Op 1 januari 2019 ging die gemeente op zijn beurt weer op in de gemeente Beekdaelen.

## Bezienswaardigheden
- Kasteel Raath, dat in de negentiende eeuw op de plaats van een verdwenen kasteel gebouwd werd.
- Vlak bij het kasteel ligt het in mergelsteen en hout uitgevoerde puthuisje van Bingelrade uit 1664.
- De Sint-Lambertuskerk werd in 1935 gebouwd naar een ontwerp van architect J.E. Schoenmaekers uit Sittard. Hij werd gebouwd in expressionistische stijl. In het trapvormige torenfront zijn ook duidelijke art-deco-invloeden aanwezig.
  - Enkele oude grafkruisen op het kerkhof, daterend van 16e-18e eeuw.
- Diverse boerderijen, zoals:
  - Dorpsstraat 3, 18e en 19e eeuw
  - Dorpsstraat 5, van 1698 en later
  - Dorpsstraat 28, van 1818
  - Dorpsstraat 36, 18e en 19e eeuw
  - Dorpsstraat 136, van 1764
  - Eindstraat 21, van 1802
  - Geerstraat 4, 17e eeuw
  - Geerstraat 6, 17e eeuw
  - Wiegelraderhof, aan Wiegelraderstraat 10, 3e kwart 18e eeuw

Zie ook
- Lijst van rijksmonumenten in Bingelrade

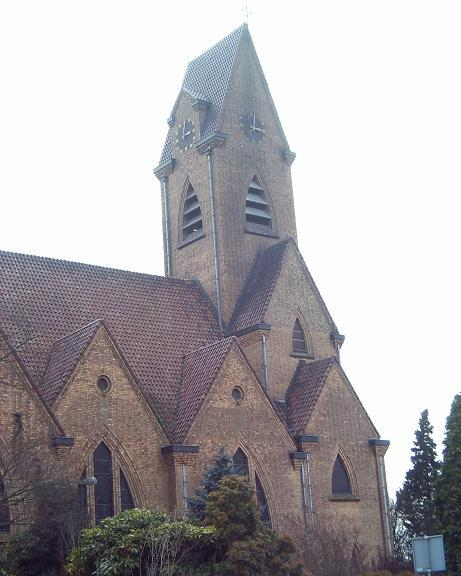
Sint-Lambertuskerk
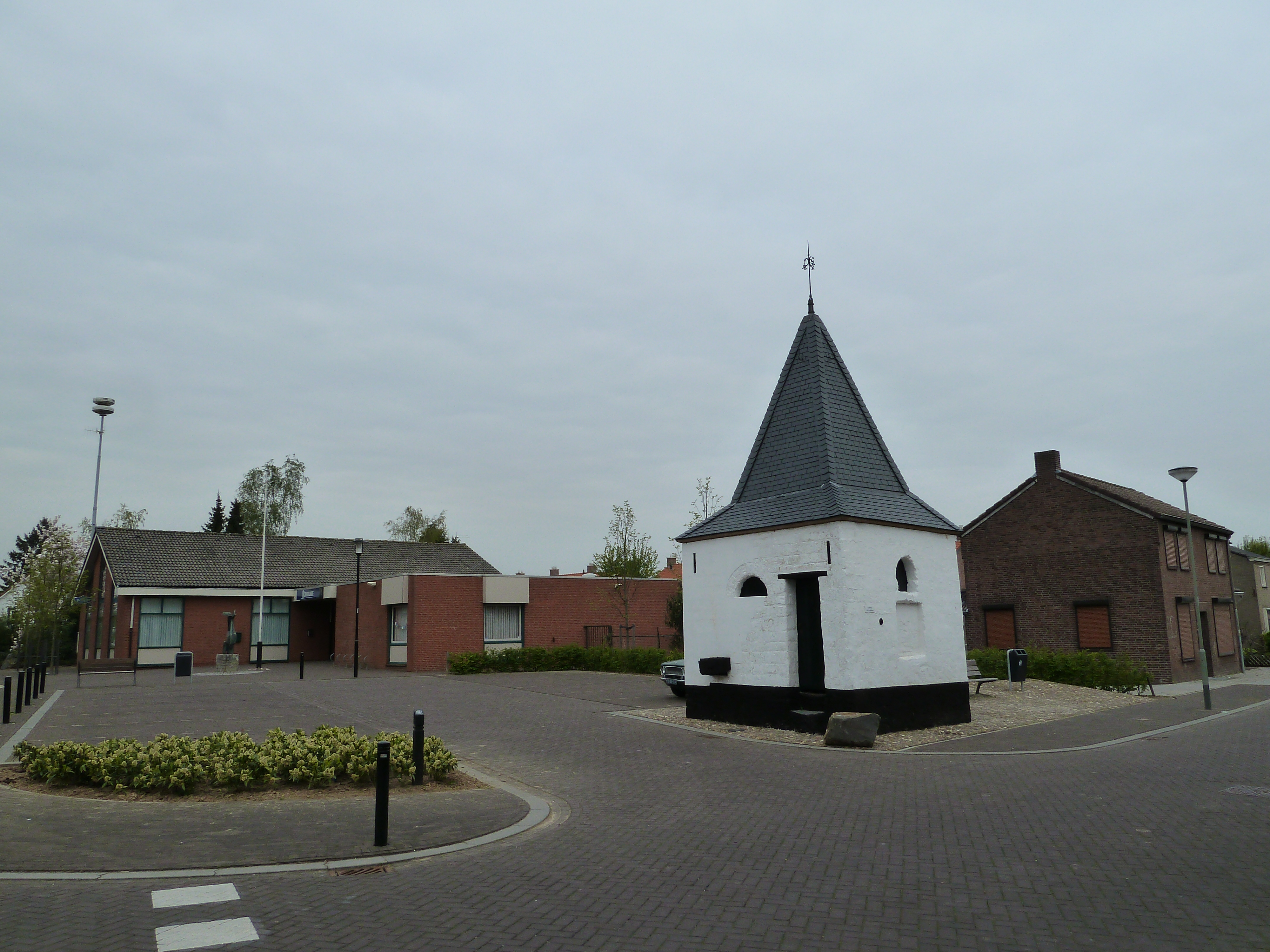
Puthuisje aan de kruising Dorpsstraat-Kruisstraat
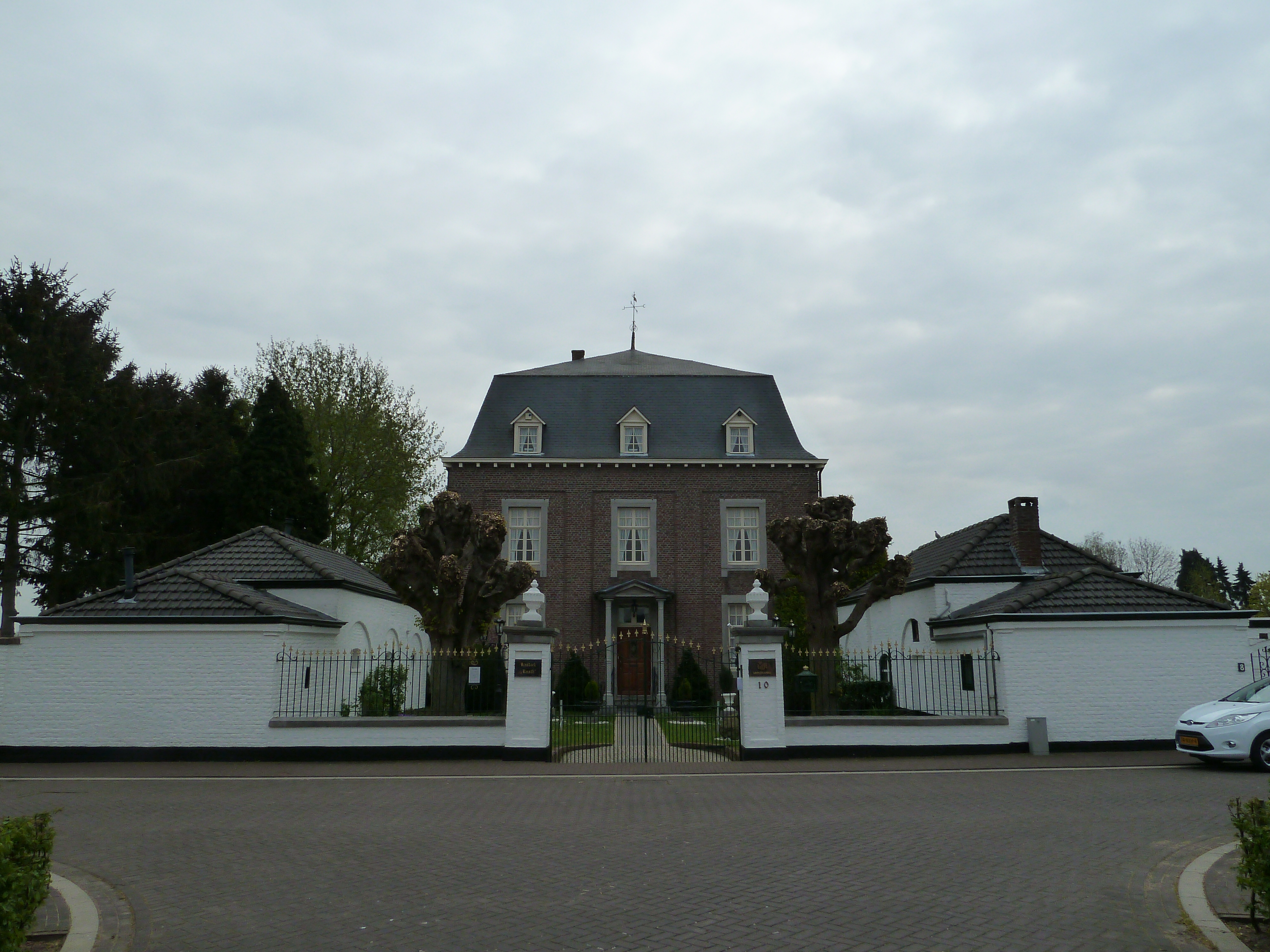
Kasteel Raath
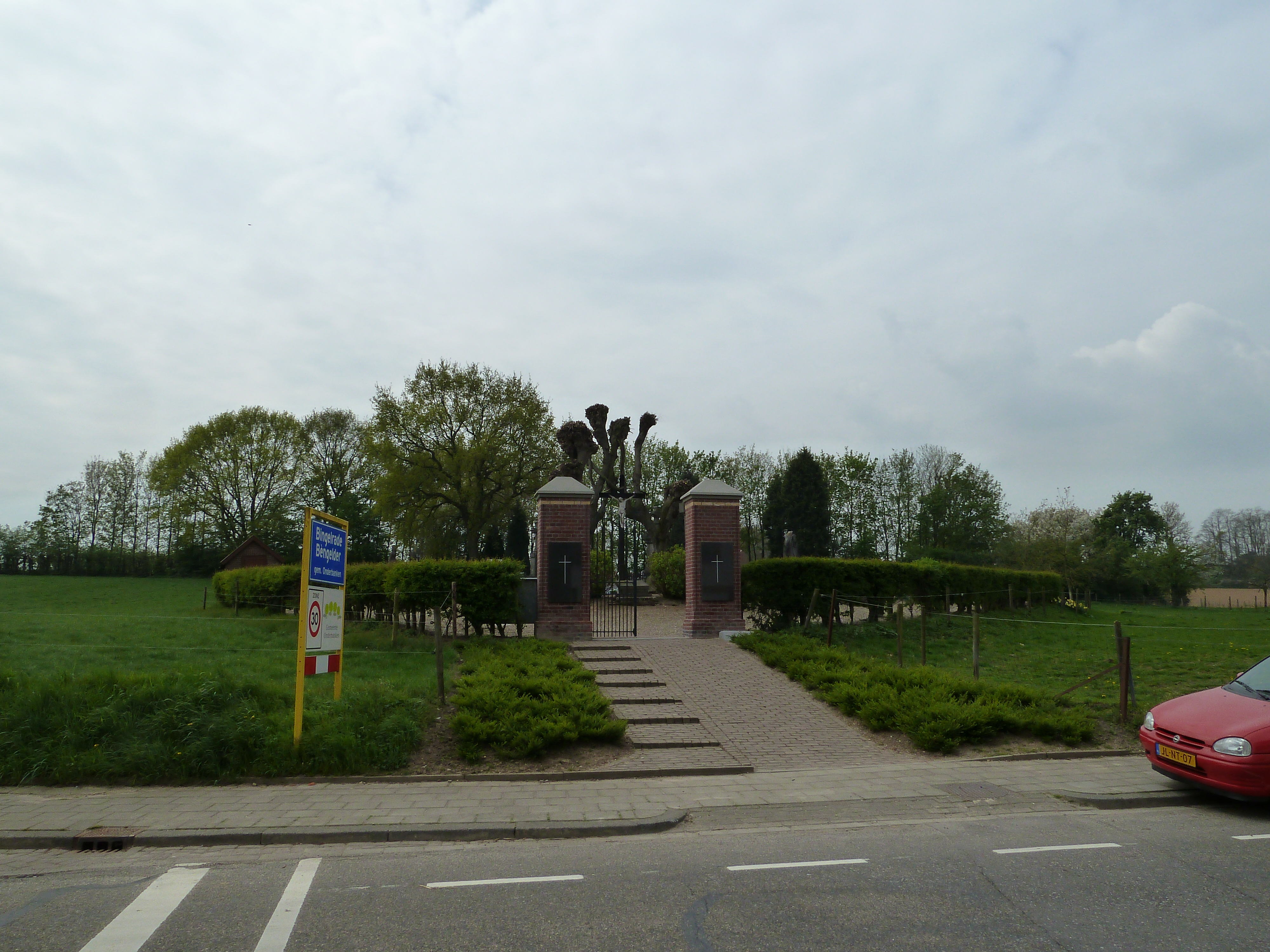
Het oude kerkhof
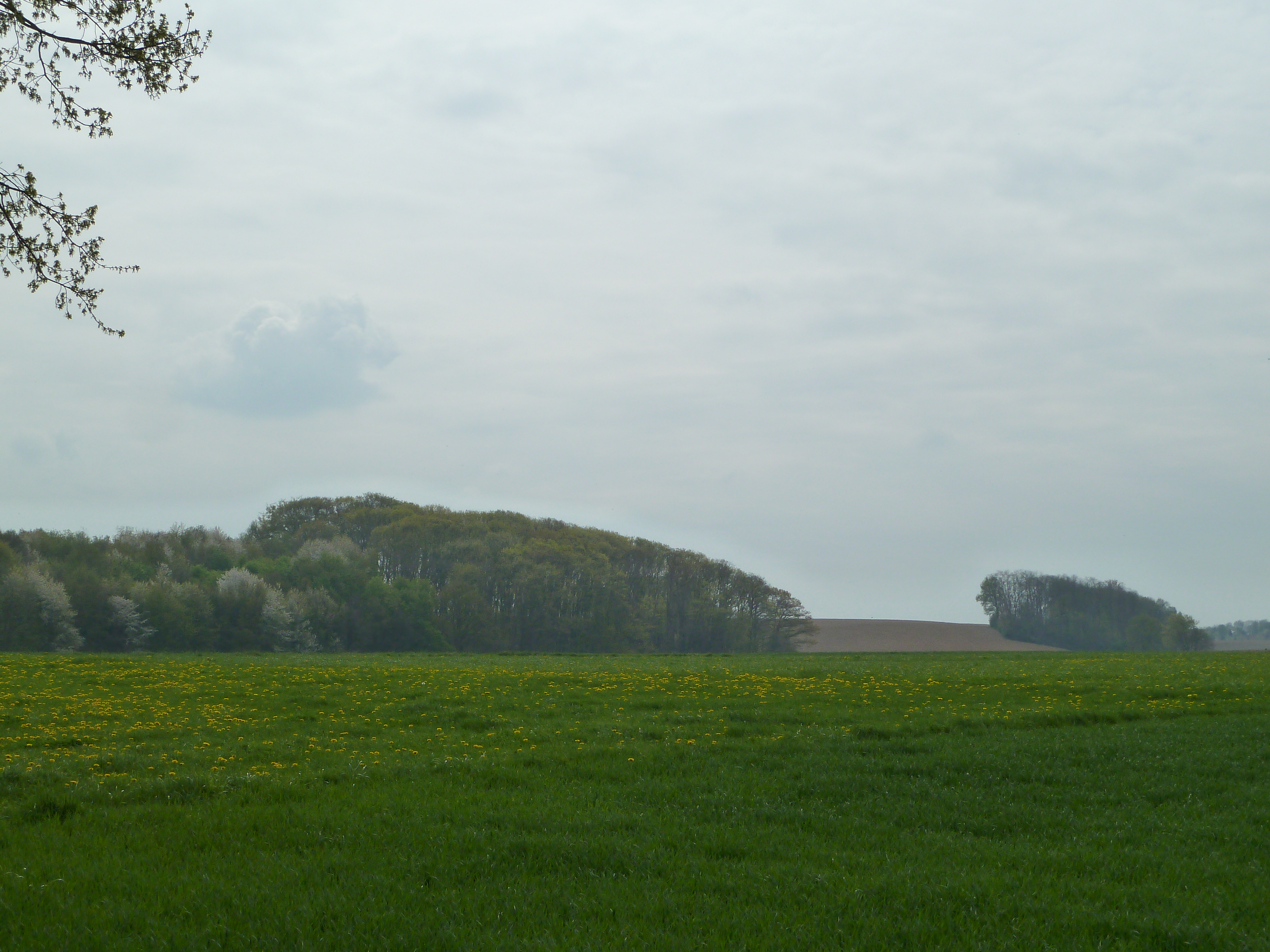
Zicht vanaf Hoeve Wiegelrade
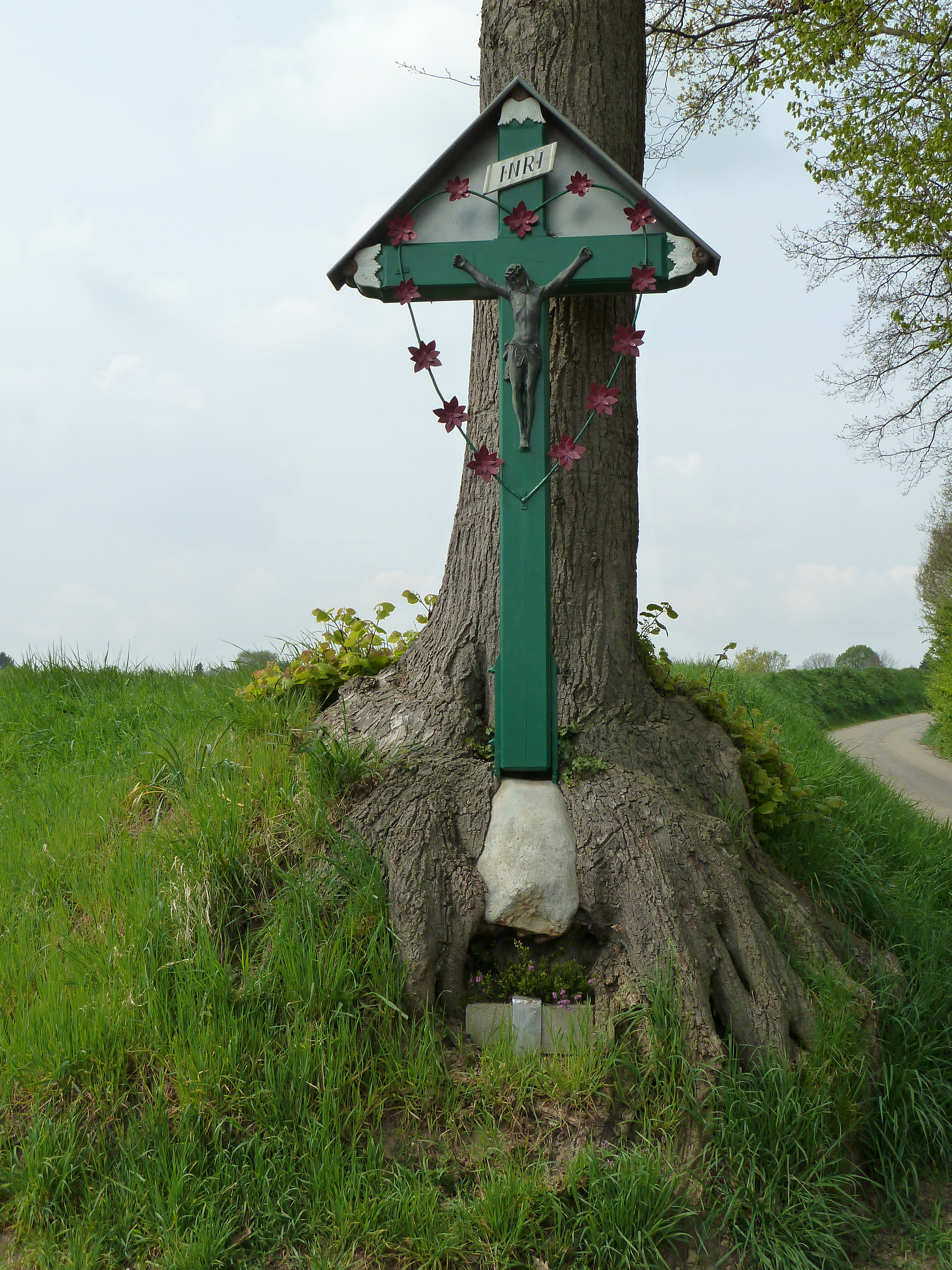
Wegkruis aan kruising Maastrichterweg-Eindstraat
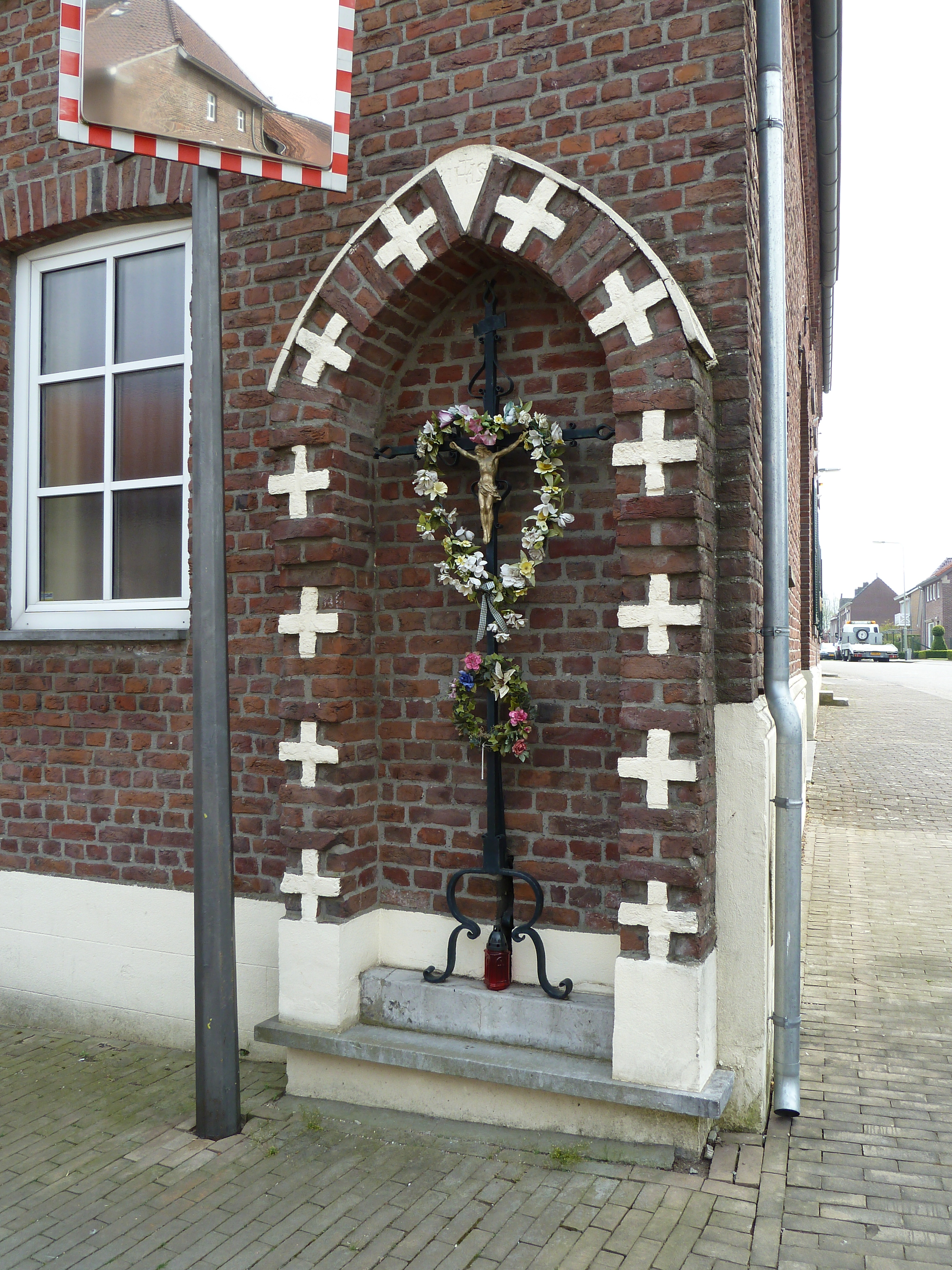
Wegkruis aan kruising Maastrichterweg-Dorpsstraat

## Natuur en landschap
Bingelrade ligt in het Bekken van de Roode Beek op een hoogte van ongeveer 75 meter. Van hieruit loopt de Quabeeksgrub, een droogdal, in noordelijke richting naar de Roode Beek. De omgeving van Bingelrade wordt gekenmerkt door landbouw op leembodem. 

## Geboren
- Tine van de Weyer (1951), beeldhouwster, lokaal politica, docent
- Roger Cremers (18 april 1972), fotograaf, World Press winnaar

## Woonachtig (geweest)
- Kevin Hofland, voormalig profvoetballer
- Hans Coumans, kunstschilder
- Luka van de Poel, drummer Nederlandse rockband DeWolff

## Nabijgelegen kernen
Jabeek, Doenrade, Schinveld, Brunssum, Merkelbeek